# Jean Mandevilain
Jean Galvan (de)  Mandevilain, né à Clermont-Ferrand et mort le 17 novembre  1339 à Paris, est un  prélat français du XIVe siècle. 

## Biographie
Jean Mandevilain est clerc de la chapelle de Charles IV, chanoine de la collégiale de Saint-Quentin et doyen du chapitre de la cathédrale de Nevers, puis évêque de cette ville en 1333. Il passe l'année suivante à l'évêché d'Arras puis à celui de Châlons-sur-Marne en 1339.